# Athetis heliastis
Athetis heliastis là một loài bướm đêm trong họ Noctuidae.